# Zhang Yuning
Zhang Yuning (chiń. 张玉宁; pinyin Zhāng Yùníng; ur. 5 stycznia 1997 w Wenzhou) – chiński piłkarz występujący na pozycji napastnika w niemieckim klubie Werder Brema oraz w reprezentacji Chin. Wychowanek Hangzhou Greentown, w swojej karierze grał także w takich zespołach jak Vitesse oraz West Bromwich Albion.